# Westlife/Diskografie
Diese Diskografie ist eine Übersicht über die musikalischen Werke der irischen Pop-Boygroup Westlife. Den Quellenangaben und Schallplattenauszeichnungen zufolge hat sie bisher mehr als 29,6 Millionen Tonträger verkauft, davon alleine in ihrer Heimat über 800.000. Ihre erfolgreichste Veröffentlichung ist das Album Westlife mit über 3,2 Millionen verkauften Einheiten.

## Alben

### Studioalben
| Jahr | Titel                | Höchstplatzierung, Gesamtwochen, AuszeichnungChartplatzierungen (Jahr, Titel, Platzierungen, Wochen, Auszeichnungen, Anmerkungen) | Höchstplatzierung, Gesamtwochen, AuszeichnungChartplatzierungen (Jahr, Titel, Platzierungen, Wochen, Auszeichnungen, Anmerkungen) | Höchstplatzierung, Gesamtwochen, AuszeichnungChartplatzierungen (Jahr, Titel, Platzierungen, Wochen, Auszeichnungen, Anmerkungen) | Höchstplatzierung, Gesamtwochen, AuszeichnungChartplatzierungen (Jahr, Titel, Platzierungen, Wochen, Auszeichnungen, Anmerkungen) | Höchstplatzierung, Gesamtwochen, AuszeichnungChartplatzierungen (Jahr, Titel, Platzierungen, Wochen, Auszeichnungen, Anmerkungen) | Höchstplatzierung, Gesamtwochen, AuszeichnungChartplatzierungen (Jahr, Titel, Platzierungen, Wochen, Auszeichnungen, Anmerkungen) | Anmerkungen                                                   |
| Jahr | Titel                | DE | AT | CH | UK | US | IE | Anmerkungen                                                   |
| ---- | -------------------- | --- | --- | --- | --- | --- | --- | ------------------------------------------------------------- |
| 1999 | Westlife             | DE55 (2 Wo.)DE | — | CH25 (3 Wo.)CH | UK2 ×5Fünffachplatin · (74 Wo.)UK                                                                                                 | US129 (17 Wo.)US | IE1 ×1313-fach-Platin · (62 Wo.)IE                                                                                                | Erstveröffentlichung: 1. November 1999 Verkäufe: + 3.255.000  |
| 2000 | Coast to Coast       | DE19 Gold · (50 Wo.)DE | AT59 (2 Wo.)AT | CH38 Gold · (35 Wo.)CH | UK1 ×6Sechsfachplatin · (29 Wo.)UK                                                                                                | — | IE1 ×7Siebenfachplatin · (45 Wo.)IE                                                                                               | Erstveröffentlichung: 6. November 2000 Verkäufe: + 2.745.000  |
| 2001 | World of Our Own     | DE8 Gold · (40 Wo.)DE | AT9 Gold · (30 Wo.)AT | CH19 Gold · (23 Wo.)CH | UK1 ×4Vierfachplatin · (35 Wo.)UK                                                                                                 | — | IE1 (46 Wo.)IE | Erstveröffentlichung: 12. November 2001 Verkäufe: + 2.170.000 |
| 2003 | Turnaround           | DE20 (16 Wo.)DE | AT42 (10 Wo.)AT | CH24 (11 Wo.)CH | UK1 ×2Doppelplatin · (21 Wo.)UK                                                                                                   | — | IE1 (18 Wo.)IE | Erstveröffentlichung: 24. November 2003 Verkäufe: + 1.005.000 |
| 2004 | Allow Us to Be Frank | DE30 (3 Wo.)DE | — | CH75 (2 Wo.)CH | UK3 ×2Doppelplatin · (12 Wo.)UK                                                                                                   | — | IE2 (17 Wo.)IE | Erstveröffentlichung: 8. November 2004 Verkäufe: + 600.000    |
| 2005 | Face to Face         | DE18 (13 Wo.)DE | — | CH14 (16 Wo.)CH | UK1 ×4Vierfachplatin · (23 Wo.)UK                                                                                                 | — | IE1 ×8Achtfachplatin · (30 Wo.)IE                                                                                                 | Erstveröffentlichung: 31. Oktober 2005 Verkäufe: + 1.300.000  |
| 2006 | The Love Album       | DE34 (4 Wo.)DE | AT49 (3 Wo.)AT | CH27 (9 Wo.)CH | UK1 ×3Dreifachplatin · (12 Wo.)UK                                                                                                 | — | IE1 ×10Zehnfachplatin · (22 Wo.)IE                                                                                                | Erstveröffentlichung: 24. November 2006 Verkäufe: + 1.070.000 |
| 2007 | Back Home            | DE45 (1 Wo.)DE | AT65 (1 Wo.)AT | CH19 (4 Wo.)CH | UK1 ×3Dreifachplatin · (21 Wo.)UK                                                                                                 | — | IE1 ×5Fünffachplatin · (42 Wo.)IE                                                                                                 | Erstveröffentlichung: 9. November 2007 Verkäufe: + 1.012.500  |
| 2009 | Where We Are         | DE42 (3 Wo.)DE | AT53 (1 Wo.)AT | CH25 (5 Wo.)CH | UK2 ×2Doppelplatin · (18 Wo.)UK                                                                                                   | — | IE2 ×3Dreifachplatin · (22 Wo.)IE                                                                                                 | Erstveröffentlichung: 30. November 2009 Verkäufe: + 672.500   |
| 2010 | Gravity              | — | — | CH50 (2 Wo.)CH | UK3 Platin · (7 Wo.)UK | — | IE1 ×2Doppelplatin · (37 Wo.)IE                                                                                                   | Erstveröffentlichung: 22. November 2010 Verkäufe: + 330.000   |
| 2019 | Spectrum             | DE69 (1 Wo.)DE | — | CH23 (1 Wo.)CH | UK1 Gold · (12 Wo.)UK | — | IE1 Platin · (14 Wo.)IE | Erstveröffentlichung: 15. November 2019 Verkäufe: + 115.000   |
| 2021 | Wild Dreams          | DE75 (1 Wo.)DE | — | CH71 (1 Wo.)CH | UK2 Gold · (8 Wo.)UK | — | IE2 (13 Wo.)IE | Erstveröffentlichung: 26. November 2021 Verkäufe: + 100.000   |

grau schraffiert: keine Chartdaten aus diesem Jahr verfügbar

### Kompilationen
| Jahr | Titel                                   | Höchstplatzierung, Gesamtwochen, AuszeichnungChartplatzierungen (Jahr, Titel, Platzierungen, Wochen, Auszeichnungen, Anmerkungen) | Höchstplatzierung, Gesamtwochen, AuszeichnungChartplatzierungen (Jahr, Titel, Platzierungen, Wochen, Auszeichnungen, Anmerkungen) | Höchstplatzierung, Gesamtwochen, AuszeichnungChartplatzierungen (Jahr, Titel, Platzierungen, Wochen, Auszeichnungen, Anmerkungen) | Höchstplatzierung, Gesamtwochen, AuszeichnungChartplatzierungen (Jahr, Titel, Platzierungen, Wochen, Auszeichnungen, Anmerkungen) | Höchstplatzierung, Gesamtwochen, AuszeichnungChartplatzierungen (Jahr, Titel, Platzierungen, Wochen, Auszeichnungen, Anmerkungen) | Höchstplatzierung, Gesamtwochen, AuszeichnungChartplatzierungen (Jahr, Titel, Platzierungen, Wochen, Auszeichnungen, Anmerkungen) | Anmerkungen                                                   |
| Jahr | Titel                                   | DE | AT | CH | UK | US | IE | Anmerkungen                                                   |
| ---- | --------------------------------------- | --- | --- | --- | --- | --- | --- | ------------------------------------------------------------- |
| 2002 | Unbreakable – The Greatest Hits – Vol 1 | DE7 Gold · (15 Wo.)DE | AT14 (11 Wo.)AT | CH14 Gold · (12 Wo.)CH | UK1 ×6Sechsfachplatin · (66 Wo.)UK                                                                                                | — | IE1 ×8Achtfachplatin · (247 Wo.)IE                                                                                                | Erstveröffentlichung: 11. November 2002 Verkäufe: + 2.350.000 |
| 2011 | Greatest Hits                           | DE75 (1 Wo.)DE | — | CH96 (1 Wo.)CH | UK4 ×3Dreifachplatin · (20 Wo.)UK                                                                                                 | — | IE1 ×3Dreifachplatin · (160 Wo.)IE                                                                                                | Erstveröffentlichung: 18. November 2011 Verkäufe: + 952.500   |
| 2014 | The Love Songs                          | — | — | — | — | — | IE89 (1 Wo.)IE | Erstveröffentlichung: 31. Januar 2014 Verkäufe: + 7.500       |

Weitere Kompilationen
- 2000: No.1 Hits and Rare Tracks
- 2001: Golden Hits
- 2002: Grandes Exitos
- 2005: Released
- 2011: Collector’s Edition
- 2012: Diamond – The Ultimate Collection
- 2014: Best of the Best

### EPs
- 1999: Swear It Again
- 2002: World of Our Own – No1 Hits Plus

## Singles

### Als Leadmusiker
| Jahr | Titel Album                                               | Höchstplatzierung, Gesamtwochen, AuszeichnungChartplatzierungen (Jahr, Titel, Album, Platzierungen, Wochen, Auszeichnungen, Anmerkungen) | Höchstplatzierung, Gesamtwochen, AuszeichnungChartplatzierungen (Jahr, Titel, Album, Platzierungen, Wochen, Auszeichnungen, Anmerkungen) | Höchstplatzierung, Gesamtwochen, AuszeichnungChartplatzierungen (Jahr, Titel, Album, Platzierungen, Wochen, Auszeichnungen, Anmerkungen) | Höchstplatzierung, Gesamtwochen, AuszeichnungChartplatzierungen (Jahr, Titel, Album, Platzierungen, Wochen, Auszeichnungen, Anmerkungen) | Höchstplatzierung, Gesamtwochen, AuszeichnungChartplatzierungen (Jahr, Titel, Album, Platzierungen, Wochen, Auszeichnungen, Anmerkungen) | Höchstplatzierung, Gesamtwochen, AuszeichnungChartplatzierungen (Jahr, Titel, Album, Platzierungen, Wochen, Auszeichnungen, Anmerkungen) | Anmerkungen                                                 |
| Jahr | Titel Album                                               | DE | AT | CH | UK | US | IE | Anmerkungen                                                 |
| --- | --------------------------------------------------------- | --- | --- | --- | --- | --- | --- | ----------------------------------------------------------- |
| 1999 | Swear It Again Westlife                                   | — | — | CH25 (4 Wo.)CH | UK1 Gold · (13 Wo.)UK | US20 Platin · (20 Wo.)US | IE1 (13 Wo.)IE | Erstveröffentlichung: 19. April 1999 Verkäufe: + 1.232.500  |
| 1999 | If I Let You Go Westlife                                  | DE50 (6 Wo.)DE | — | CH25 (9 Wo.)CH | UK1 Platin · (11 Wo.)UK | — | IE1 (10 Wo.)IE | Erstveröffentlichung: 9. August 1999 Verkäufe: + 650.000    |
| 1999 | Flying Without Wings Westlife                             | DE85 (1 Wo.)DE | — | — | UK1 Platin · (13 Wo.)UK | — | IE1 (9 Wo.)IE | Erstveröffentlichung: 18. Oktober 1999 Verkäufe: + 815.000  |
| 1999 | I Have a Dream / Seasons in the Sun Westlife              | DE24 (9 Wo.)DE | — | CH18 (15 Wo.)CH | UK1 Platin · (17 Wo.)UK | — | IE1 (12 Wo.)IE | Erstveröffentlichung: 13. Dezember 1999 Verkäufe: + 712.000 |
| 2000 | Fool Again Westlife                                       | DE80 (9 Wo.)DE | — | CH39 (10 Wo.)CH | UK1 Silber · (12 Wo.)UK | — | IE2 (12 Wo.)IE | Erstveröffentlichung: 27. März 2000 Verkäufe: + 215.000     |
| 2000 | My Love Coast to Coast                                    | DE57 (10 Wo.)DE | — | CH38 (17 Wo.)CH | UK1 Gold · (10 Wo.)UK | — | IE1 (9 Wo.)IE | Erstveröffentlichung: 30. Oktober 2000 Verkäufe: + 420.000  |
| 2000 | What Makes a Man Coast to Coast                           | — | — | — | UK2 Gold · (13 Wo.)UK | — | IE2 (15 Wo.)IE | Erstveröffentlichung: 18. Dezember 2000 Verkäufe: + 400.000 |
| 2001 | I Lay My Love on You Coast to Coast                       | DE50 (9 Wo.)DE | AT23 (11 Wo.)AT | CH39 (15 Wo.)CH | — | — | — | Erstveröffentlichung: 29. Januar 2001                       |
| 2001 | Uptown Girl Coast to Coast                                | DE8 (16 Wo.)DE | AT12 (17 Wo.)AT | CH13 (23 Wo.)CH | UK1 ×2Doppelplatin · (16 Wo.)UK | — | IE1 (17 Wo.)IE | Erstveröffentlichung: 5. März 2001 Verkäufe: + 1.460.000    |
| 2001 | When You’re Looking Like That Coast to Coast              | DE24 (12 Wo.)DE | — | CH47 (14 Wo.)CH | UK— GoldUK | — | IE20 a (1 Wo.)IE | Erstveröffentlichung: 18. August 2001 Verkäufe: + 460.000   |
| 2001 | Queen of My Heart World of Our Own                        | DE27 (11 Wo.)DE | AT33 (14 Wo.)AT | CH37 (16 Wo.)CH | UK1 Gold · (15 Wo.)UK | — | IE1 (10 Wo.)IE | Erstveröffentlichung: 5. November 2001 Verkäufe: + 415.000  |
| 2002 | World of Our Own                                          | DE11 (15 Wo.)DE | AT10 (17 Wo.)AT | CH26 (19 Wo.)CH | UK1 Platin · (13 Wo.)UK | — | IE3 (14 Wo.)IE | Erstveröffentlichung: 18. Februar 2002 Verkäufe: + 645.000  |
| 2002 | Bop Bop Baby World of Our Own                             | DE15 (9 Wo.)DE | AT28 (12 Wo.)AT | CH36 (22 Wo.)CH | UK5 Silber · (10 Wo.)UK | — | IE4 (11 Wo.)IE | Erstveröffentlichung: 20. Mai 2002 Verkäufe: + 200.000      |
| 2002 | Unbreakable Unbreakable - The Greatest Hits               | DE12 (11 Wo.)DE | AT23 (13 Wo.)AT | CH41 (10 Wo.)CH | UK1 Silber · (16 Wo.)UK | — | IE1 (12 Wo.)IE | Erstveröffentlichung: 4. November 2002 Verkäufe: + 200.000  |
| 2003 | Tonight / Miss You Nights Unbreakable – The Greatest Hits | DE47 (8 Wo.)DE | AT58 (3 Wo.)AT | — | UK3 (10 Wo.)UK | — | IE1 (13 Wo.)IE | Erstveröffentlichung: 24. März 2003                         |
| 2003 | Hey, Whatever Turnaround                                  | DE22 (5 Wo.)DE | AT48 (4 Wo.)AT | CH53 (2 Wo.)CH | UK4 (7 Wo.)UK | — | IE2 (11 Wo.)IE | Erstveröffentlichung: 15. September 2003                    |
| 2003 | Mandy Turnaround                                          | DE14 (15 Wo.)DE | AT16 (7 Wo.)AT | CH30 (12 Wo.)CH | UK1 Silber · (9 Wo.)UK | — | IE1 (14 Wo.)IE | Erstveröffentlichung: 17. November 2003 Verkäufe: + 200.000 |
| 2004 | Obvious Turnaround                                        | DE39 (6 Wo.)DE | AT63 (4 Wo.)AT | CH69 (2 Wo.)CH | UK3 (8 Wo.)UK | — | IE2 (12 Wo.)IE | Erstveröffentlichung: 23. März 2004                         |
| 2005 | You Raise Me Up Face to Face                              | DE11 Gold · (34 Wo.)DE | AT46 (5 Wo.)AT | CH18 (25 Wo.)CH | UK1 Platin · (17 Wo.)UK | — | IE1 (22 Wo.)IE | Erstveröffentlichung: 14. Oktober 2005 Verkäufe: + 865.000  |
| 2005 | When You Tell Me That You Love Me Face to Face            | — | — | — | UK2 (8 Wo.)UK | — | IE2 (11 Wo.)IE | Erstveröffentlichung: 19. Dezember 2005 mit Diana Ross      |
| 2006 | Amazing Face to Face                                      | DE53 (4 Wo.)DE | — | CH58 (2 Wo.)CH | UK4 (6 Wo.)UK | — | IE3 (9 Wo.)IE | Erstveröffentlichung: 20. Februar 2006                      |
| 2006 | The Rose The Love Album                                   | — | AT67 (3 Wo.)AT | CH85 (2 Wo.)CH | UK1 Silber · (7 Wo.)UK | — | IE1 (11 Wo.)IE | Erstveröffentlichung: 6. November 2006 Verkäufe: + 200.000  |
| 2007 | Home Back Home                                            | DE70 (4 Wo.)DE | — | — | UK3 Silber · (15 Wo.)UK | — | IE2 (16 Wo.)IE | Erstveröffentlichung: 23. November 2007 Verkäufe: + 200.000 |
| 2008 | Us Against the World Back Home                            | — | — | — | UK8 (9 Wo.)UK | — | IE6 (11 Wo.)IE | Erstveröffentlichung: 3. März 2008                          |
| 2008 | Something Right Back Home                                 | — | — | — | — | — | IE43 (2 Wo.)IE | Erstveröffentlichung: 12. Juni 2008                         |
| 2009 | What About Now Where We Are                               | — | — | — | UK2 Gold · (18 Wo.)UK | — | IE2 (13 Wo.)IE | Erstveröffentlichung: 25. Oktober 2009 Verkäufe: + 400.000  |
| 2010 | Safe Gravity                                              | — | — | — | UK10 (4 Wo.)UK | — | IE4 (6 Wo.)IE | Erstveröffentlichung: 15. November 2010                     |
| 2011 | Lighthouse Greatest Hits                                  | — | — | — | UK32 (2 Wo.)UK | — | IE11 (3 Wo.)IE | Erstveröffentlichung: 11. November 2011                     |
| 2019 | Hello My Love Spectrum                                    | — | — | — | UK13 Platin · (10 Wo.)UK | — | IE2 ×2Doppelplatin · (23 Wo.)IE | Erstveröffentlichung: 10. Januar 2019 Verkäufe: + 630.000   |
| 2019 | Better Man Spectrum                                       | — | — | — | UK26 Silber · (2 Wo.)UK | — | IE8 (6 Wo.)IE | Erstveröffentlichung: 29. März 2019 Verkäufe: + 200.000     |
| 2019 | Dynamite Spectrum                                         | — | — | — | — | — | IE27 (2 Wo.)IE | Erstveröffentlichung: 5. Juli 2019                          |
| 2019 | My Blood Spectrum                                         | — | — | — | UK96 (1 Wo.)UK | — | IE46 (3 Wo.)IE | Erstveröffentlichung: 25. Oktober 2019                      |
| 2021 | Starlight Wild Dreams                                     | — | — | — | UK66 (1 Wo.)UK | — | IE29 (9 Wo.)IE | Erstveröffentlichung: 15. Oktober 2021                      |
| 2021 | My Hero Wild Dreams                                       | — | — | — | — | — | IE81 (1 Wo.)IE | Erstveröffentlichung: 5. November 2021                      |
| Folgende Lieder erschienen nicht als Single, wurden aber durch das Album zum Download und Streaming bereitgestellt und konnten somit eine Platzierung erlangen: |                                                           | | | | | | |                                                             |
| |                                                           | | | | | | |                                                             |
| 2007 | I’m Already There Back Home                               | — | — | — | UK62 (2 Wo.)UK | — | IE47 (1 Wo.)IE | Erstveröffentlichung: 26. November 2007                     |

Weitere Singles
- 2004: Smile
- 2004: Fly Me to the Moon
- 2005: Ain’t That a Kick in the Head

### Als Gastmusiker
| Jahr | Titel Album                                                       | Höchstplatzierung, Gesamtwochen, AuszeichnungChartplatzierungen (Jahr, Titel, Album, Platzierungen, Wochen, Auszeichnungen, Anmerkungen) | Höchstplatzierung, Gesamtwochen, AuszeichnungChartplatzierungen (Jahr, Titel, Album, Platzierungen, Wochen, Auszeichnungen, Anmerkungen) | Höchstplatzierung, Gesamtwochen, AuszeichnungChartplatzierungen (Jahr, Titel, Album, Platzierungen, Wochen, Auszeichnungen, Anmerkungen) | Höchstplatzierung, Gesamtwochen, AuszeichnungChartplatzierungen (Jahr, Titel, Album, Platzierungen, Wochen, Auszeichnungen, Anmerkungen) | Höchstplatzierung, Gesamtwochen, AuszeichnungChartplatzierungen (Jahr, Titel, Album, Platzierungen, Wochen, Auszeichnungen, Anmerkungen) | Höchstplatzierung, Gesamtwochen, AuszeichnungChartplatzierungen (Jahr, Titel, Album, Platzierungen, Wochen, Auszeichnungen, Anmerkungen) | Anmerkungen                                                                         |
| Jahr | Titel Album                                                       | DE | AT | CH | UK | US | IE | Anmerkungen                                                                         |
| ---- | ----------------------------------------------------------------- | --- | --- | --- | --- | --- | --- | ----------------------------------------------------------------------------------- |
| 2000 | Against All Odds (Take a Look at Me Now) Rainbow / Coast to Coast | DE29 (11 Wo.)DE | — | CH20 (27 Wo.)CH | UK1 Gold · (15 Wo.)UK | — | IE1 (11 Wo.)IE | Erstveröffentlichung: 29. Mai 2000 Verkäufe: + 532.000; Mariah Carey feat. Westlife |
| 2010 | Everybody Hurts Hope for Haiti Sampler                            | DE16 (7 Wo.)DE | AT23 (7 Wo.)AT | CH16 (2 Wo.)CH | UK1 (5 Wo.)UK | — | IE1 (6 Wo.)IE | Erstveröffentlichung: 11. Februar 2010 mit Helping Haiti                            |

## Videoalben

### Videoalben
| Jahr | Titel                                     | Höchstplatzierung, Gesamtwochen, AuszeichnungChartplatzierungen (Jahr, Titel, Platzierungen, Wochen, Auszeichnungen, Anmerkungen) | Höchstplatzierung, Gesamtwochen, AuszeichnungChartplatzierungen (Jahr, Titel, Platzierungen, Wochen, Auszeichnungen, Anmerkungen) | Höchstplatzierung, Gesamtwochen, AuszeichnungChartplatzierungen (Jahr, Titel, Platzierungen, Wochen, Auszeichnungen, Anmerkungen) | Höchstplatzierung, Gesamtwochen, AuszeichnungChartplatzierungen (Jahr, Titel, Platzierungen, Wochen, Auszeichnungen, Anmerkungen) | Höchstplatzierung, Gesamtwochen, AuszeichnungChartplatzierungen (Jahr, Titel, Platzierungen, Wochen, Auszeichnungen, Anmerkungen) | Höchstplatzierung, Gesamtwochen, AuszeichnungChartplatzierungen (Jahr, Titel, Platzierungen, Wochen, Auszeichnungen, Anmerkungen) | Anmerkungen                             |
| Jahr | Titel                                     | DE | AT | CH | UK | US | IE | Anmerkungen                             |
| ---- | ----------------------------------------- | --- | --- | --- | --- | --- | --- | --------------------------------------- |
| 2000 | Coast to Coast – Up Close and Personal    | — | — | — | UK1 ×3Dreifachplatin · (64 Wo.)UK                                                                                                 | — | — | Erstveröffentlichung: 2000              |
| 2001 | Uptown Girl                               | — | — | — | UK1 Platin · (24 Wo.)UK | — | — | Erstveröffentlichung: 2001              |
| 2001 | Where Dreams Come True                    | — | — | — | UK1 ×4Vierfachplatin · (49 Wo.)UK                                                                                                 | — | — | Erstveröffentlichung: 2001              |
| 2002 | World of Our Own                          | — | — | — | UK1 Gold · (16 Wo.)UK | — | — | Erstveröffentlichung: 2002              |
| 2002 | Unbreakable – The Greatest Hits Vol. 1    | — | — | — | UK1 ×3Dreifachplatin · (42 Wo.)UK                                                                                                 | — | — | Erstveröffentlichung: 2002              |
| 2004 | The Turnaround Tour                       | — | — | — | UK2 Platin · (36 Wo.)UK | — | — | Erstveröffentlichung: 2004              |
| 2005 | The Number Ones Tour                      | — | — | — | UK1 ×2Doppelplatin · (26 Wo.)UK                                                                                                   | — | — | Erstveröffentlichung: 2005              |
| 2006 | Face to Face – Live at Wembley            | — | — | — | UK1 ×2Doppelplatin · (30 Wo.)UK                                                                                                   | — | — | Erstveröffentlichung: 2007              |
| 2007 | Back Home                                 | — | — | — | UK1 Platin · (8 Wo.)UK | — | — | Erstveröffentlichung: 2007              |
| 2008 | 10 Years of Westlife – Live at Croke Park | — | — | — | UK1 ×2Doppelplatin · (44 Wo.)UK                                                                                                   | — | — | Erstveröffentlichung: 2008              |
| 2010 | Where We Are Tour: Live from The O2       | — | — | — | UK3 Gold · (47 Wo.)UK | — | — | Erstveröffentlichung: 29. November 2010 |
| 2012 | The Farewell Tour – Live at Croke Park    | — | — | — | UK1 ×4Vierfachplatin · (60 Wo.)UK                                                                                                 | — | — | Erstveröffentlichung: 2012              |
| 2020 | The Twenty Tour – Live from Croke Park    | — | — | — | UK1 (132 Wo.)UK | — | — | Erstveröffentlichung: 13. März 2020     |

Weitere Videoalben
- 2000: Flying without Wings Karaoke
- 2009: The Karaoke Collection
- 2011: Greatest Hits (Deluxe Edition) – Bonus-DVD

### Dokumentationen
| Jahr | Titel                         | Höchstplatzierung, Gesamtwochen, AuszeichnungChartplatzierungen (Jahr, Titel, Platzierungen, Wochen, Auszeichnungen, Anmerkungen) | Höchstplatzierung, Gesamtwochen, AuszeichnungChartplatzierungen (Jahr, Titel, Platzierungen, Wochen, Auszeichnungen, Anmerkungen) | Höchstplatzierung, Gesamtwochen, AuszeichnungChartplatzierungen (Jahr, Titel, Platzierungen, Wochen, Auszeichnungen, Anmerkungen) | Höchstplatzierung, Gesamtwochen, AuszeichnungChartplatzierungen (Jahr, Titel, Platzierungen, Wochen, Auszeichnungen, Anmerkungen) | Höchstplatzierung, Gesamtwochen, AuszeichnungChartplatzierungen (Jahr, Titel, Platzierungen, Wochen, Auszeichnungen, Anmerkungen) | Höchstplatzierung, Gesamtwochen, AuszeichnungChartplatzierungen (Jahr, Titel, Platzierungen, Wochen, Auszeichnungen, Anmerkungen) | Anmerkungen                |
| Jahr | Titel                         | DE | AT | CH | UK | US | IE | Anmerkungen                |
| ---- | ----------------------------- | --- | --- | --- | --- | --- | --- | -------------------------- |
| 1999 | The Westlife Story            | — | — | — | UK3 Platin · (78 Wo.)UK | — | — | Erstveröffentlichung: 1999 |
| 2002 | Westlife – The Complete Story | — | — | — | UK40 (1 Wo.)UK | — | — | Erstveröffentlichung: 2002 |

grau schraffiert: keine Chartdaten aus diesem Jahr verfügbar

## Boxsets
- 2005: Westlife x2: Coast to Coast / World of Our Own
- 2007: Coast to Coast / World of Our Own
- 2009: Westlife / Turnaround

## Statistik

### Chartauswertung
|                     | DE     | AT    | CH     | UK     | US    | IE     |
| ------------------- | ------ | ----- | ------ | ------ | ----- | ------ |
| Nummer-eins-Alben   | DE—DE  | AT—AT | CH—CH  | UK8UK  | US—US | IE11IE |
| Top-10-Alben        | DE2DE  | AT1AT | CH—CH  | UK14UK | US—US | IE14IE |
| Alben in den Charts | DE13DE | AT7AT | CH14CH | UK14UK | US1US | IE15IE |

|                       | DE     | AT     | CH     | UK     | US    | IE     |
| --------------------- | ------ | ------ | ------ | ------ | ----- | ------ |
| Nummer-eins-Singles   | DE—DE  | AT—AT  | CH—CH  | UK15UK | US—US | IE14IE |
| Top-10-Singles        | DE1DE  | AT1AT  | CH—CH  | UK26UK | US—US | IE28IE |
| Singles in den Charts | DE21DE | AT13AT | CH20CH | UK32UK | US1US | IE35IE |

|                          | DE    | AT    | CH    | UK     | US    | IE    |
| ------------------------ | ----- | ----- | ----- | ------ | ----- | ----- |
| Nummer-eins-Videoalben   | DE—DE | AT—AT | CH—CH | UK11UK | US—US | IE—IE |
| Top-10-Videoalben        | DE—DE | AT—AT | CH—CH | UK14UK | US—US | IE—IE |
| Videoalben in den Charts | DE—DE | AT—AT | CH—CH | UK15UK | US—US | IE—IE |

### Auszeichnungen für Musikverkäufe
| Land/RegionAuszeichnungen für Musikverkäufe (Land/Region, Auszeichnungen, Verkäufe, Quellen) | Silber     | Gold       | Platin         | Verkäufe     | Quellen                                                     |
| -------------------------------------------------------------------------------------------- | ---------- | ---------- | -------------- | ------------ | ----------------------------------------------------------- |
| Australien (ARIA)                                                                            | —          | 6× Gold6   | 4× Platin4     | 435.000      | aria.com.au                                                 |
| Belgien (BRMA)                                                                               | —          | Gold1      | —              | 25.000       | Einzelnachweise                                             |
| Brasilien (PMB)                                                                              | —          | Gold1      | —              | 100.000      | pro-musicabr.org.br                                         |
| Dänemark (IFPI)                                                                              | —          | 6× Gold6   | 6× Platin6     | 440.000      | ifpi.dk                                                     |
| Deutschland (BVMI)                                                                           | —          | 4× Gold4   | —              | 600.000      | musikindustrie.de                                           |
| Europa (IFPI)                                                                                | —          | —          | 12× Platin12   | (12.000.000) | ifpi.org (Memento vom 15. Oktober 2013 im Internet Archive) |
| Frankreich (SNEP)                                                                            | Silber1    | —          | —              | 125.000      | infodisc.fr                                                 |
| Indonesien (ASIRI)                                                                           | —          | —          | 20× Platin20   | 1.000.000    | Einzelnachweise                                             |
| Irland (IRMA)                                                                                | —          | —          | 62× Platin62   | 930.000      | irishcharts.ie                                              |
| Japan (RIAJ)                                                                                 | —          | Gold1      | —              | 100.000      | riaj.or.jp                                                  |
| Mexiko (AMPROFON)                                                                            | —          | 3× Gold3   | —              | 225.000      | amprofon.com.mx                                             |
| Neuseeland (RMNZ)                                                                            | —          | 10× Gold10 | 15× Platin15   | 277.500      | aotearoamusiccharts.co.nz NZ2                               |
| Niederlande (NVPI)                                                                           | —          | 4× Gold4   | —              | 160.000      | nvpi.nl                                                     |
| Norwegen (IFPI)                                                                              | —          | Gold1      | 3× Platin3     | 170.000      | ifpi.no (Memento vom 5. November 2012 im Internet Archive)  |
| Österreich (IFPI)                                                                            | —          | Gold1      | —              | 20.000       | ifpi.at                                                     |
| Schweden (IFPI)                                                                              | —          | 12× Gold12 | 5× Platin5     | 570.000      | sverigetopplistan.se                                        |
| Schweiz (IFPI)                                                                               | —          | 3× Gold3   | —              | 60.000       | hitparade.ch                                                |
| Singapur (RIAS)                                                                              | —          | 2× Gold2   | —              | 10.000       | rias.org.sg                                                 |
| Südafrika (RISA)                                                                             | —          | —          | Platin1        | 50.000       | mi2n.com                                                    |
| Taiwan (RIT)                                                                                 | —          | —          | 4× Platin4     | 200.000      | Einzelnachweise                                             |
| Thailand (TECA)                                                                              | —          | —          | Platin1        | 40.000       | Einzelnachweise                                             |
| Vereinigte Staaten (RIAA)                                                                    | —          | Gold1      | —              | 600.000      | riaa.com                                                    |
| Vereinigtes Königreich (BPI)                                                                 | 7× Silber7 | 10× Gold10 | 77× Platin77   | 23.339.000   | bpi.co.uk                                                   |
| Insgesamt                                                                                    | 8× Silber8 | 66× Gold66 | 210× Platin210 |              |                                                             |